# Солодухи (Роменский район)

Солодухи (укр. Солодухи) — исчезнувшее село,
Хмелевский сельский совет,
Роменский район,
Сумская область,
Украина.
Население по данным 1982 года составляло 10 человек.
Село ликвидировано в 1994 году .

## Географическое положение
Село Солодухи находится на берегу реки Хмелевка,
выше по течению на расстоянии в 2,5 км расположено село Хмелев,
ниже по течению на расстоянии в 2 км расположено село Червоное.
На расстоянии в 1 км расположено село Заклимок.
Рядом проходит автомобильная дорога Т-1916.

## История
- 1994 — село ликвидировано [1].